# Цу (кана)
つ в хирагане и ツ в катакане — символы японской каны, используемые для записи ровно одной моры. В системе Поливанова записывается кириллицей: «цу», в международном фонетическом алфавите звучание записывается: /tu͍/. В современном японском языке находится на восемнадцатом месте в слоговой азбуке. Кроме того, уменьшенный вариант данного символа может употребляться перед некоторыми слогами и означать удлинение согласного в этом слоге, например: おっと (отто) - муж.

## Происхождение
つ и ツ появились в результате упрощённого написания кандзи 川.

## Написание
|  |  |

## Коды символов вкодировках
- Юникод:
  - つ: U+3064,
  - ツ: U+30C4.